# Louis Breguet
Louis François Clément Breguet (22 de diciembre de 1804 -  27 de octubre de 1883) fue un físico y relojero francés, notorio por su trabajo en los inicios de la telegrafía.

## Vida y obra
Educado en Suiza, Breguet era nieto de Abraham-Louis Breguet (1747-1823), fundador de la compañía relojera Breguet. Realizó estudios en el Liceo Condorcet. Fue nombrado director de Breguet et Fils relojeros en 1833 después de que su padre Louis Antoine Breguet se retirase.
Breguet estaba casado y tuvo un hijo, Antoine (1851–1882) quién también se unió al negocio familiar.  Con su hijo,  conoció a Alexander Graham Bell y obtuvo una licencia para fabricar los teléfonos Bell para el mercado francés. Era abuelo de Louis Charles Breguet, pionero de la aviación y fabricante de aeronaves.
Entre 1835 y 1840 estandarizó la línea de productos de la compañía de relojes, que por entonces construía 350 relojes por año, y la diversificó a los instrumentos científicos, dispositivos eléctricos, instrumentos para grabado, un termómetro eléctrico, instrumentos de telégrafía y relojes sincronizados eléctricamente.  Con Alphonse Foy, en 1842 desarrolló un telégrafo de aguja eléctrico para reemplazar el sistema de telégrafo óptico entonces en uso. Un posterior sistema de telégrafo paso-a-paso (1847) fue aplicado a los ferrocarriles franceses y exportado a Japón.  En 1847 observó que cables de pequeña sección podían proteger las instalaciones telegráficas de la caída de rayos, un sistema antecesor del fusible.
También fabricó el espejo rotatorio (una de las piezas clave del aparato de Fizeau–Foucault), utilizado por Léon Foucault e Hippolyte Fizeau para medir la velocidad de la luz (1850).  En 1856 diseñó una red pública de relojes eléctricos sincronizados para el centro de Lyon. En 1866 patentó un reloj eléctrico controlado por un diapasón de 100 Hz.
En 1870 cedió la dirección de la compañía a Edward Brown. Breguet por entonces estaba centrado por completo en el telégrafo y el naciente campo de las telecomunicaciones. Colaboró en el desarrollo de una bobina de inducción, más tarde mejorada por Heinrich Ruhmkorff.
En 1843 fue nombrado miembro del Bureau des Longitudes.

## Reconocimientos
- En 1845 recibió la Legión de Honor; siendo elevado a Oficial en 1877.[7][8]
- Nombrado miembro de la Academia francesa de Ciencias en 1874,
- Es uno de los 72 científicos franceses cuyos nombres están escritos alrededor de la base de la Torre Eiffel.[9]